# 森上駅
森上駅（もりかみえき）は、愛知県稲沢市祖父江町森上本郷にある、名古屋鉄道尾西線の駅である。駅番号はBS06。稲沢市西部の主要駅であり、旧祖父江町の代表駅である。

## 歴史・概要
1943年（昭和18年）発行の名鉄路線案内では萩原駅・丸渕駅と共に尾西線内において準主要駅とされており、特急が存在した時代は特急停車駅であった。現在でも、名鉄株主優待冊子において、主要駅路線図内に駅名が記載されている。
かつては、同市内の木曽川沿いにある旧三興製紙（現在の王子マテリア祖父江工場）までの専用鉄道が分岐していた。
2007年（平成19年）にはそれまでの駅舎（1939年（昭和14年）5月築）を取り壊し新駅舎が建てられた。2台の自動改札ではICカードmanacaが利用可能。
2021年（令和3年）10月30日のダイヤ改正にて名鉄一宮始発・当駅止まり、当駅始発・名鉄一宮止まりの定期列車が日中と夜間時間帯に設定された。また、尾張津島天王祭開催時は当駅始発列車が津島駅発として延長運転の形で数本設定される。
2024年（令和6年）4月13日付で終日無人化となり、名鉄一宮 - 津島間での有人駅は無くなった。

### 年表
- 1899年（明治32年）2月17日 - 尾西鉄道によって開業。
- 1925年（大正14年）8月1日 - 尾西鉄道の買収に伴い、名鉄尾西線の駅となる。
- 1968年（昭和43年）5月12日 - 特急停車駅となる[2]。
- 1969年（昭和44年）7月6日 - 準急停車駅に降格[2]。
- 1970年（昭和45年）12月25日 - 普通停車駅に降格[2]。
- 1974年（昭和49年）3月17日 - 特急停車駅に昇格[2]。
- 1975年（昭和50年）9月16日 - 急行停車駅に降格[2]。
- 1977年（昭和52年） - 普通停車駅に降格。
- 1978年（昭和53年）7月23日 - 専用線貨物営業廃止[3]。
- 2007年（平成19年）12月14日 - トランパス導入[4]。
- 2009年（平成21年）11月16日 - 団体列車いちょう号（名鉄7000系）入線イベントを実施。
- 2011年（平成23年）2月11日 - ICカードmanaca導入。
- 2012年（平成24年）2月29日 - トランパス供用終了。
- 2015年（平成27年）
  - 9月 - 駅前広場が完成[5]。
  - 11月5日 - 駅前ロータリーに「日本一 銀杏の郷」と書かれた石碑を設置。除幕式挙行[5] 。
- 2021年（令和3年）10月30日 - ダイヤ改正に伴い名鉄一宮発・当駅止まり、当駅始発・名鉄一宮止まりの定期列車が日中と夜間時間帯に設定。
- 2022年（令和4年）2月20日 - 団体列車設定のミュースカイ（2000系）入線イベントを実施。
  - クラブツーリズム初となる名鉄電車貸切企画であった。
- 2024年（令和6年）4月13日 - 終日無人化[6]。

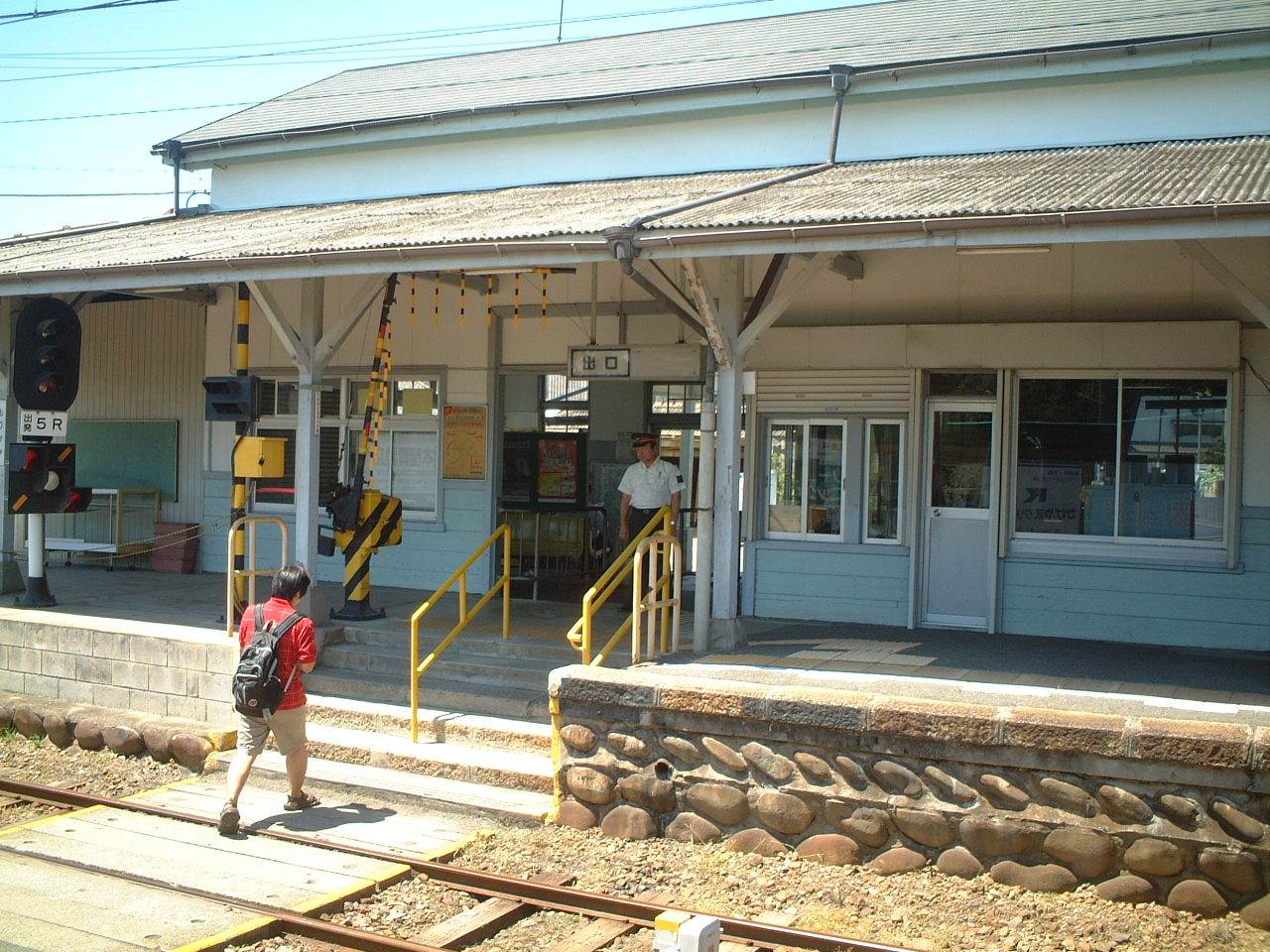
旧駅舎時代の構内踏切

## 駅構造
島式と片面による2面3線のホームを持つ地上駅で、駅集中管理システムを導入した無人駅である。かつては津島駅 - 名鉄一宮駅間では唯一の終日有人駅であった。駅そのものは単線上の駅だが、この駅のすぐ南の場内信号のあたりから南方面の津島駅の場内までは複線化されている（駅まで複線化しなかったのは用地が確保できなかったため）。
1番線は6両、2・3番線は4両に対応。1番線は営業列車には使用せず、普段は留置線として使用されている。かつては1番線も両方面に繋がっていたが、現在は津島方面しか発着できない。2021年（令和3年）10月30日の改正で10時〜14時台に設定された名鉄一宮発森上行きは3番線に停車後、始発の名鉄一宮行きとして折り返す。
改札口は1番線ホームの津島寄りに1箇所あり、付近には自動券売機（継続manaca定期乗車券及び新規通勤manaca定期乗車券の購入も可能ではあるが、名鉄ミューズカードでの決済は7:00~22:00の間に限られる）及び自動精算機（ICカードのチャージ等も可能）を1台ずつ備えている。
駅自動放送が導入されている。ホームにトイレ設置済み。駅舎外にロータリーが整備されておりタクシー乗り場、駐車場（有料）、自転車置き場（無料）、自動販売機がある。また、国府宮駅同様、駅務室に稲沢市のマスコットキャラいなッピーのぬいぐるみが設置されている。
| 番線 | 路線                         | 方向 | 行先         | 備考                                                                               |
| ---- | ---------------------------- | ---- | ------------ | ---------------------------------------------------------------------------------- |
| 1    | BS 尾西線 （名鉄一宮〜津島） | 下り | 津島方面     | 当駅始発 現在は留置線                                                              |
| 2    | BS 尾西線 （名鉄一宮〜津島） | 上り | 名鉄一宮ゆき | 終日名鉄一宮行き                                                                   |
| 3    | BS 尾西線 （名鉄一宮〜津島） | 下り | 津島方面     | 津島経由須ヶ口・名古屋方面の列車は平日朝のみ。名鉄一宮方面への折り返し列車も使用。 |

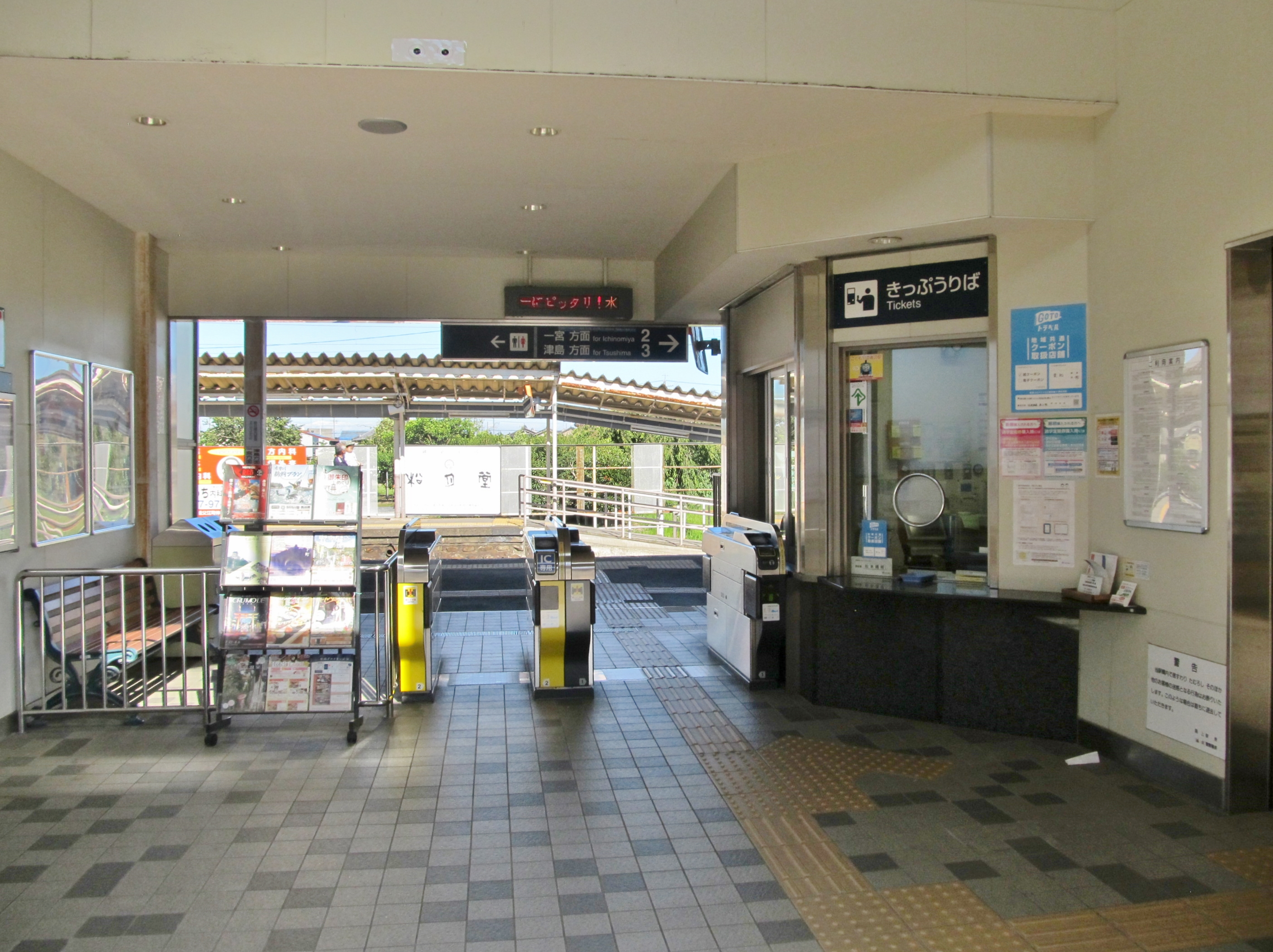
改札口
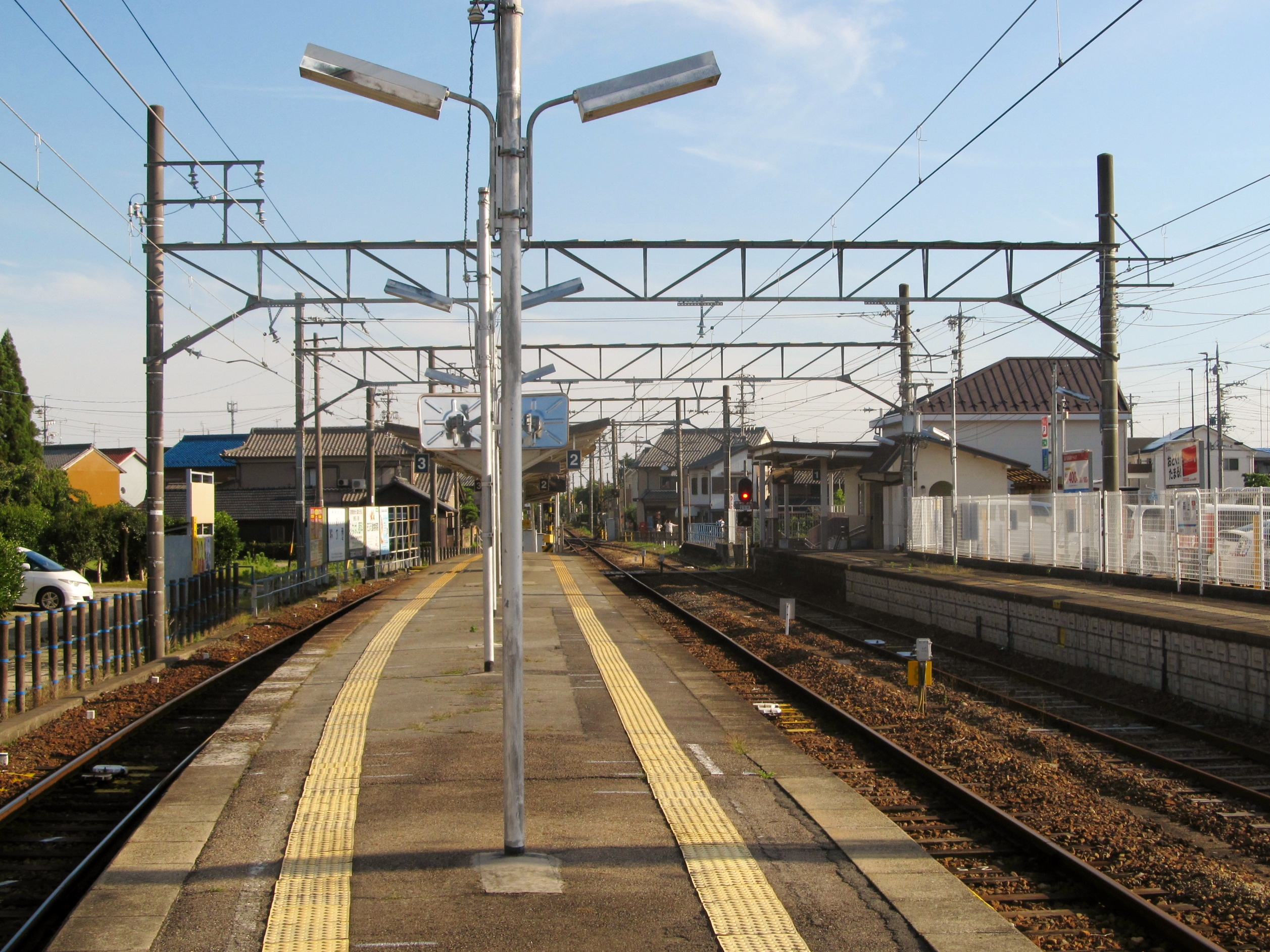
ホーム
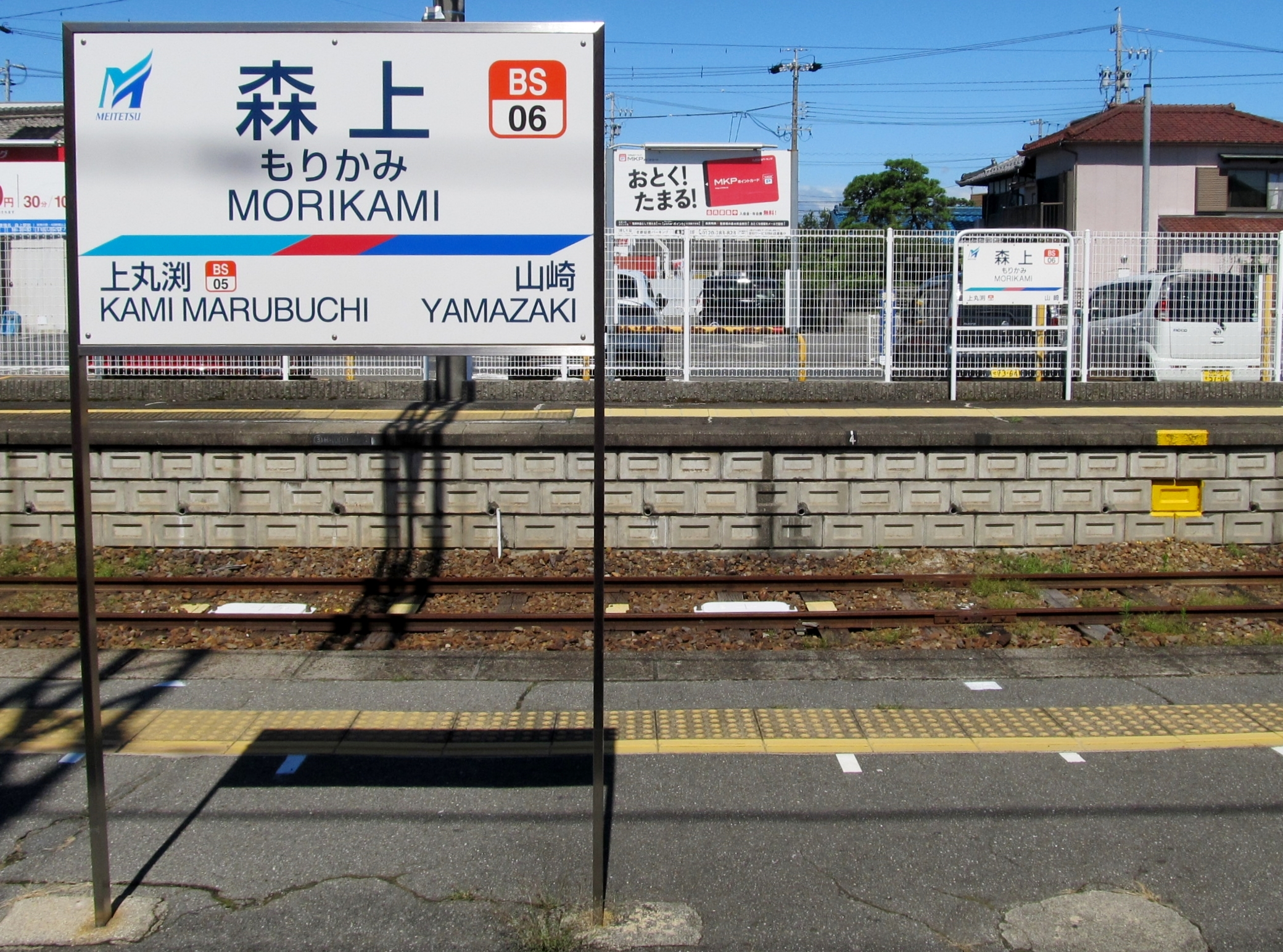
駅名標
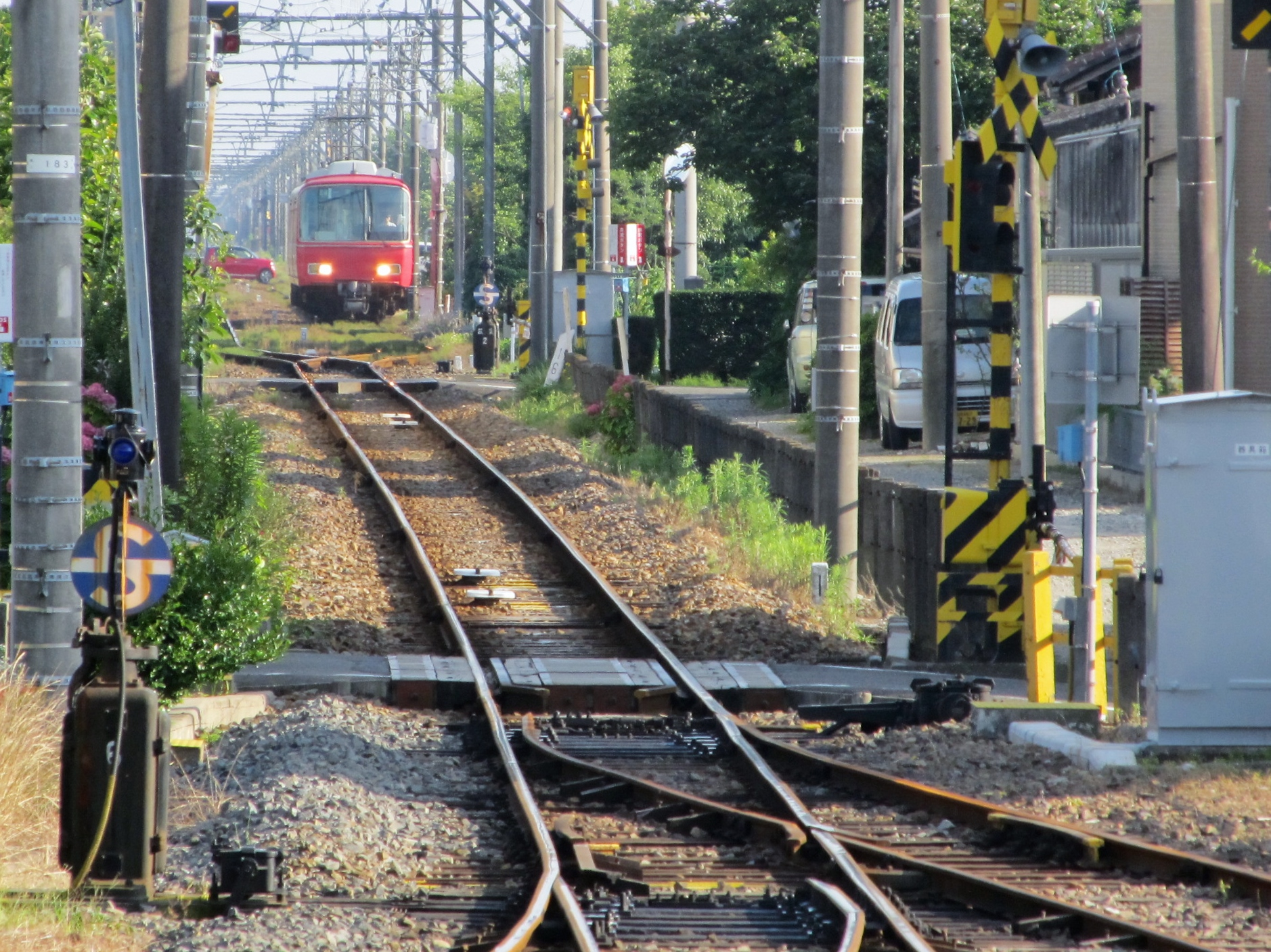
津島方の単線区間

### 配線図
| ← 名鉄一宮方面                                                   | 森上駅 構内配線略図 | → 津島方面 |
| 凡例 出典: 破線は旧配線。かつては1番線も一宮方面と繋がっていた。 |                     |            |

## 利用状況
- 『名鉄120年：近20年のあゆみ』によると2013年度当時の1日平均乗降人員は3,269人であり、この値は名鉄全駅（275駅）中130位、尾西線（22駅）中6位であった[14]。
- 『名古屋鉄道百年史』によると1992年度当時の1日平均乗降人員は3,538人であり、この値は岐阜市内線均一運賃区間内各駅（岐阜市内線・田神線・美濃町線徹明町駅 - 琴塚駅間）を除く名鉄全駅（342駅）中124位、尾西線（23駅）中4位であった[15]。
- 「稲沢の統計」、「移動等円滑化取組報告書」によると1日の平均乗降者数は下記の通りであった[16][17]。

| 年度   | 1日平均 乗降人員 |
| ------ | ---------------- |
| 2004年 | 2,849            |
| 2005年 | 2,910            |
| 2006年 | 2,963            |
| 2007年 | 3,061            |
| 2008年 | 3,179            |
| 2009年 | 3,167            |
| 2010年 | 3,149            |
| 2011年 | 3,245            |
| 2012年 | 3,210            |
| 2013年 | 3,269            |
| 2014年 | 3,111            |
| 2015年 | 3,165            |
| 2016年 | 3,147            |
| 2017年 | 3,194            |
| 2018年 | 3,120            |
| 2019年 | 3,062            |
| 2020年 | 2,507            |

愛知県立杏和高等学校が開校した2005年（平成17年）以降通学利用者が増加、近年の乗降者平均数は3,000人台となっている。乗客の流動は概ね当駅を境に変わり、当駅以北の利用客は名鉄一宮駅方面へ向かうことが多い。日中に当駅から津島方面へ向かう利用客は少ないため2021年（令和3年）10月より津島方面へ向かう普通列車は半減している。

## 駅周辺
- 三菱UFJ銀行ATMコーナー 名鉄森上駅前
- 不二家森上店
- 名鉄協商森上駅前パーキング（1日500円）
- 稲沢市役所 祖父江支所（旧・祖父江町役場）
- 祖父江の森図書館（祖父江温水プール）
- 祖父江町体育館
- 愛知県立杏和高等学校
- 森上郵便局
- 稲沢厚生病院
- 王子マテリア株式会社祖父江工場→旧高崎三興（三興製紙)
- 愛知王子紙業株式会社
- 稲沢市立領内小学校
- 善光寺東海別院（祖父江善光寺）
- 国道155号
- 「日本一 銀杏の郷」石碑 - 安倍晋三元内閣総理大臣揮毫。駅前ロータリーに2015年（平成27年）11月5日に設置された[5]。

## バス路線
- 稲沢市コミュニティバス「祖父江・下津線 ふれあいの郷系統」・「祖父江・下津線 地泉院系統」森上駅停留所

※ かつては名鉄名古屋本線 国府宮駅から当駅まで名鉄バスが走っていた。

## 隣の駅
名古屋鉄道
BS 尾西線（名鉄一宮〜津島）
上丸渕駅（BS05） - 森上駅（BS06） - 山崎駅（BS07）